# Sxólkine
Sxólkine (en ucraïnès: Щолкіне, tàtar de Crimea: Şçolkino, en rus: Щёлкино, Sxolkino) és una ciutat de la República Autònoma de Crimea, a Ucraïna, que el 2021 tenia 10.078 habitants. Pertany al districte rural de Léninski, del qual és la seu administrativa.